# ثيودور إل. ستايلز
ثيودور إل. ستايلز (بالإنجليزية: Theodore L. Stiles)‏ هو محامي وقاضي أمريكي، ولد في 1848، وتوفي في 1925.